# Луканская, Ирина Эдуардовна
Ирина Эдуардовна Луканская (бел. Ірына Эдуардаўна Луканская, 21 мая 1965, Гродно, Гродненская область, Белорусская ССР, СССР) — белорусский государственный и политический деятель. Депутат Палаты представителей Национального собрания Республики Беларусь VII созыва (с 2019 года).

## Биография
Ирина Эдуардовна уроженка города Гродно Гродненской области Белорусской ССР, родилась 21 мая 1965 года.
Завершила обучение и получила диплом о высшем образовании по специальности врач, окончив Гродненский государственный медицинский университет. Позже совершенствовала квалификацию в Белорусской медицинской академии последипломного образования по специальности «Управление здравоохранением».
Осуществляла трудовую деятельность врачом. Прошла трудовой путь от участкового врача-педиатра, пульмонолога, заведующего отделением, заместителя главного врача по медицинской части до главного врача детской поликлиники № 1 города Гродно.
Избиратель ей доверял право быть депутатом Гродненского городского Совета депутатов 26-го и 27-го созывов, Гродненского областного Совета депутатов 28-го созыва.
17 ноября 2019 года на выборах в Палату представителей Национального собрания республики Беларуси от Гродненского-Занеманского избирательного округа № 49 баллотировались в депутаты Национального парламента. Одержала победу и получила мандат депутата. Член Постоянной комиссии по законодательству.
На выборах в Национальный парламент Белоруссии в 2024 году не баллотировалась.
Является председателем правления Гродненской городской организации общественного объединения «Белорусский союз женщин».

## Награды и почетные звания
- Медаль «За трудовые заслуги»